# Vulcano Tolimán
Il Tolimán è uno stratovulcano del Guatemala, sito sulla sponda meridionale del lago Atitlán. Ha un'altezza di 3 158 m s.l.m. e si formò nella caldera del lago durante il Pleistocene. La cima del vulcano ha un cratere profondo ed i suoi fianchi sono coperti con gli spessi resti di antichi flussi di lave emerse da spaccature nei fianchi del vulcano. La cupola parassita, nota come Cerro de Oro, si formò sul fianco settentrionale del vulcano, probabilmente qualche migliaio di anni fa.
Nelle sue vicinanze sono ubicati i vulcani Atitlán e San Pedro.

## Galleria d'immagini

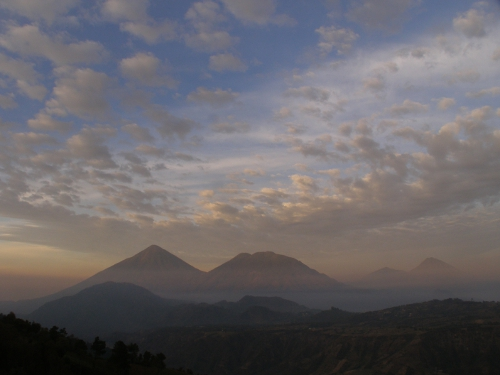
I vulcani del lago Atitlán; l'Atitlán (sinistra), il Tolimán (centro) e il San Pedro (estrema destra), visti da Pachimulin.